# Freispiel (Methode)
Das Freispiel ist eine Methode der Tagesgestaltung im Kindergarten oder in der Kindertagesstätte. Kindern wird – meist in einer definierten Zeit und in einem bestimmten Raum – die Möglichkeit gegeben, Spiele frei zu entwickeln und zu gestalten. Im Freispiel ist das Kind, wie das Wort schon sagt, freier in der Gestaltung seiner Beschäftigung als in der übrigen Zeit des Tages, an dem z. B. von den Erziehern Angebote gemacht werden.
Als Methode wird das Freispiel auch in der Fachschule für Sozialpädagogik oder der Fachakademie vermittelt (im Fach Spiel bzw. Didaktik-Methodik oder in Pädagogik bzw. Erziehungswissenschaft(en)). Ein Gegensatz wäre zum Beispiel das angeleitete Spiel – gemeint ist die Anleitung durch die Erzieher oder Praktikanten. Es ist sehr schwer bis unmöglich, die Inhalte des Freispiels generell festzulegen oder grundsätzlich zu beschreiben, da das Freispiel immer abhängig ist
- vom pädagogischen Konzept einer Einrichtung
- von den Schwerpunkten des erzieherischen Handelns einer Erzieherin oder eines Erzieher-Teams
- von vielen Situationsbedingungen, die bekanntlich in verschiedenen Einrichtungen unterschiedlich sind
- schließlich und endlich vom Entwicklungsstand (Stand der Sozialisation) des Kindes bzw. der Kindergruppe.

Entsprechend schwer ist es, die Methode des Freispiels zu lehren. Immerhin schreiben Brockschnieder und Ullrich (S. 172): „Freispiel im offenen Kindergarten heißt, wirklich freies Spiel der Kinder, weitestgehend frei von Interventionen seitens der Erwachsenen.“ Hier wird das Freispiel auch als Anregung für Erzieher definiert, die Planung gezielter Aktionen oder Übungen daran zu orientieren, woran es Kindern mangelt, was sie noch zu lernen haben oder wo sie Defizite aufweisen. Die Erziehenden sollten also aufgreifen, was Kinder im Freispiel thematisieren. Das Freispiel vermittelt demnach Anregungen und wichtige Hinweise für die pädagogische Arbeit.
Wenn sich Erziehende im Freispiel in Bezug auf Interventionen und Regulierungen auch zurückhalten sollten, so sollten sie sich vorher doch sehr intensiv Gedanken machen über die Gestaltung der Situation, die Kinder im Freispiel vorfinden. Anzahl und Kombination der Anregungen (Reize) haben entscheidenden Einfluss auf den Spielverlauf und auch den Lerneffekt beim Kind. So sind monotone Umgebungen (Situationen) zu meiden, Anregungen durch entsprechende Gegenstände (z. B. Spielmaterial, Bücher usw.) aber zu empfehlen. Die dauerhaft anregende Situation im Freispiel hat positive Folgen für die Fortschritte in der Entwicklung des Kindes; sie ist in der Lage, bedeutende motivationale Strukturen und Lernfortschritte vorzubereiten oder zu etablieren.
Das Freispiel setzt grundsätzlich ein pädagogisches Konzept voraus, in dem dieses denkbar oder möglich ist. Nicht in jedem Konzept ist das Freispiel eine sinnvolle Methode (siehe etwa Kinderladen oder Antiautoritäre Erziehung).

## Kritik
Das Freispiel ist als Begriff dann sinnvoll, wenn es ein entsprechendes pädagogisches Konzept der Kindertagesstätte gibt, das neben freier Gestaltung auch Zeiträume vorsieht, die durch ein stärkeres Ausmaß an Lenkung gekennzeichnet sind (angeleitete Aktionen, sportliche Übungen, gezielte Einübung von (z. B. motorischen) Fertigkeiten usw.). Ein Kindergarten (oder Kinderladen), der z. B. den weitaus größten Teil des Tages (mit entsprechenden Anregungen) der Gestaltungsfähigkeit der Kinder überlässt, hätte keinen Raum für den Begriff Freispiel.
Kritisch könnte man jedoch sagen: Freispiel ist das Zugeständnis einer regulierenden oder dirigierenden Erziehung an kindliche Bedürfnisse nach freier Gestaltung. Kaum ein Kindergarten oder eine Kindertagesstätte wird heutzutage auf die Möglichkeiten des Freispiels verzichten. Diesen Freiraum optimal zu füllen oder vorteilhaft zu gestalten, ist so umstritten oder mindestens vielgestaltig, wie es eben auch pädagogische Konzepte (samt Varianten) gibt.
Natürlich gibt es noch ein Spiel, das im Rahmen gezielter Beschäftigungen einen Platz findet, aber nichts oder wenig mit Freispiel zu tun hat.